# Sergio Toppi
Sergio Toppi (* 11. Oktober 1932 in Mailand; † 14. August 2012 ebenda) war ein italienischer Comiczeichner und Illustrator.

## Leben
Toppi verlebte mit seinen Brüdern und Schwestern eine glückliche Kindheit, obwohl sein Vater früh starb. Seine Mutter arbeitete für ein kleines Verlagshaus. Kurz vor dem Zweiten Weltkrieg sah er in Mailand eine Ausstellung von Zeichnungen, die japanische Kinder angefertigt hatten und die ihn sehr beeindruckten. Seine ersten Zeichnungen von Schlachten und Soldaten entstanden als Gegenentwurf zu den streng geometrischen Zeichnungen, die im Schulunterricht von ihm verlangt wurden. Nach Ende der Schulzeit schrieb Toppi sich 1952 zunächst in Mailand für das Studium der Medizin ein, fertigte aber bereits im Jahr darauf die ersten Zeitungsillustrationen an und beendete das Medizinstudium nie. 1962 heiratete er Aldina Monesi.

## Beruflicher Werdegang
Toppi begann seine Karriere als Werbezeichner für den italienischen Verlag UTET und ab 1957 als Zeichner für das Studio Pagot (in Deutschland bekannt durch die Serie Calimero). 1966 brachte er mit dem Szenaristen Carlo Triberti seinen ersten Comic-Strip in der Jugendzeitschrift Corriere dei Piccoli heraus, dem viele weitere Comics über historische Themen und den Krieg folgten. Auf den Corriere dei Piccoli folgten die Comiczeitschrift Corriere dei ragazzi und die Jugendzeitschrift der Zeitung Il Messaggero, Messaggero dei Ragazzi.
In den 70er Jahren beteiligte er sich an der Entwicklung des Comics in Frankreich, zum Beispiel als Zeichner für die Reihe L'Histoire de France en BD („Die französische Geschichte als Comic“). Auch den Band La Découverte du Monde (Die Entdeckung der Welt) brachte er bei dem französischen Verlag Éditions Larousse heraus.
Die Comicserie Un uomo un'avventura (Ein Mann ein Abenteuer), für die er von 1976 bis 1978 drei Bände zeichnete (zum Beispiel Band zwei, L'uomo del Messico (Der Mann von Mexiko) über die Mexikanische Revolution), wurde auch ins Deutsche übersetzt.
1984 erschuf er mit der Comicfigur il Collezionista („der Sammler“) eine der wenigen fiktionalen Figuren in seinem Werk.
Im Jahr 2000 erschien in Deutschland sein opulentes Werk Sharaz-De, in der die Geschichten von Scheherazade aus der Sammlung Tausendundeine Nacht erzählt werden und deren erste Folge er bereits 1979 fertiggestellt hatte.  2001 folgte der Band Ogoniok und Myetzko, in dem die Geschichten eines jagdbegeisterten russischen Beamten in der Zarenzeit und zweier österreichisch-ungarischer Soldaten im Ersten Weltkrieg erzählt werden. Im gleichen Jahr vollendete er Karol Wojtyla, il Papa del Terzo Millenio, eine Biographie des Papstes Johannes Paul II. nach einem Szenario von Toni Pagot. 2005 erschien in Frankreich der zweite Band von Sharaz-De.
Im Laufe seiner Karriere arbeitete Toppi außerdem an den bedeutendsten italienischen Comicserien mit, zum Beispiel Linus, Sgt. Kirk, Corto Maltese und Il Giornalino.

## Stil

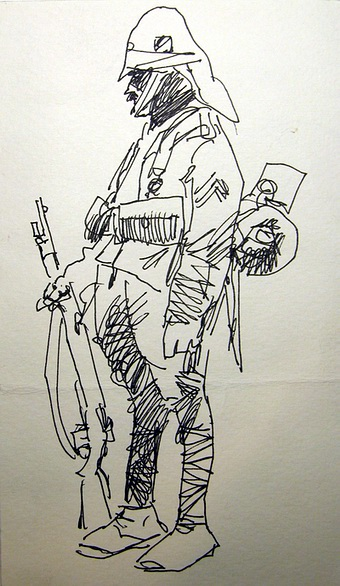
Britischer Kolonialsoldat, gezeichnet von Sergio Toppi für einen Fan.

Toppis charakteristischer Stil ist von einer detailreichen Schraffurtechnik geprägt, die nach seinen Worten auf seine Begeisterung für die Gravur und den starken Schwarz-Weiß-Kontrast zurückgeht. Daher werden seine Zeichnungen häufig schwarz-weiß belassen oder nur mit wenigen Farben hinterlegt. Als Einflüsse aus der Malerei nennt er die Wiener Sezession, insbesondere Egon Schiele und Gustav Klimt, der ebenfalls einen ornamentalen Stil bevorzugte. Sharaz-De, in dem Toppi die Grenzen zwischen Comic und Illustration durch Auflösung der Panels verwischt, enthält einige Farbseiten, die 2007 als großformatige Drucke in einer Ausstellung in der Pariser Metrostation Pyramides gezeigt wurden.

## Auszeichnungen
Sergio Toppi erhielt unter anderem 1975 den Yellow Kid, 2005 den Prix Micheluzzi in Neapel und 2006 für Collezionista den Preis für die beste Serie auf dem Festival in Solliès-Ville.